# London '66–'67
London '66–'67 és un EP i una pel·lícula de musical de Pink Floyd, que conté 2 pistes "perdudes" —una versió ampliada de "Interstellar Overdrive" i una cançó mai editada fins al moment "Nick's Boogie". Aquestes pistes van ser enregistrades originalment per a la pel·lícula de Peter Lorrimer Whitehead Tonite Lets All Make Love in London de 1967, i prèviament va aparèixer editada en forma de banda sonora. Editat completament el 1990 en una reedició de la banda sonora al Regne Unit de See for Miles Records, són els primers enregistraments de Pink Floyd disponibles comercialment.
L'EP va ser editat originalment el 1995, posteriorment reeditat per Snapper Music (SMACD924X, 2005) el 13 de setembre de 2005, com un CD remasteritzat i un DVD amb tota la pel·lícula a més d'extractes de la pel·lícula original. L'EP es considera un exemple primerenc del gènere del jazz fusió, incorporant improvisació provinent de les inflències jazzístiques en les seves composicions psicodèliques.

## Llista de cançons
| Núm. | Títol                                                                            | Durada |
| ---- | -------------------------------------------------------------------------------- | ------ |
| 1.   | «Interstellar Overdrive» (Syd Barrett, Nick Mason, Roger Waters, Richard Wright) | 16:46  |
| 2.   | «Nick's Boogie» (Mason)                                                          | 11:55  |

## DVD
- London '66–'67, la pel·lícula original amb el vídeo complet d'"Interstellar Overdrive" i "Nick's Boogie".
- Metratge de l'entrevista de la dècada de 1960 a Mick Jagger, David Hockney, Michael Caine i Julie Christie.
- Vídeo captura de l'escena de Londres a finals dels anys seixanta.
- Descripció general del director Peter Whitehead.

## Crèdits
Pink Floyd
- Syd Barrett - guitarra elèctrica
- Roger Waters – baix elèctric
- Richard Wright – orgue farfisa
- Nick Mason – bateria, percussió

Producció
- Joe Boyd – productor
- John Wood - enginyer de so